# Turčiansky Ďur
Turčiansky Ďur (em húngaro: Turócszentgyörgy) é um município da Eslováquia, situado no distrito de Martin, na região de Žilina. Tem 0,93 km² de área e sua população em 2018 foi estimada em 179 habitantes.

## Demografia
| Ano:        | 1994 | 2004    | 2014   | 2024   |
| ----------- | ---- | ------- | ------ | ------ |
| Broj ljudi: | 156  | 193     | 175    | 164    |
| Razlika:    |      | +23,71% | -9,32% | -6,28% |

| Ano:               | 2023 | 2024   |
| ------------------ | ---- | ------ |
| Número de pessoas: | 165  | 164    |
| Diferença:         |      | -0,60% |